# Karin Prien

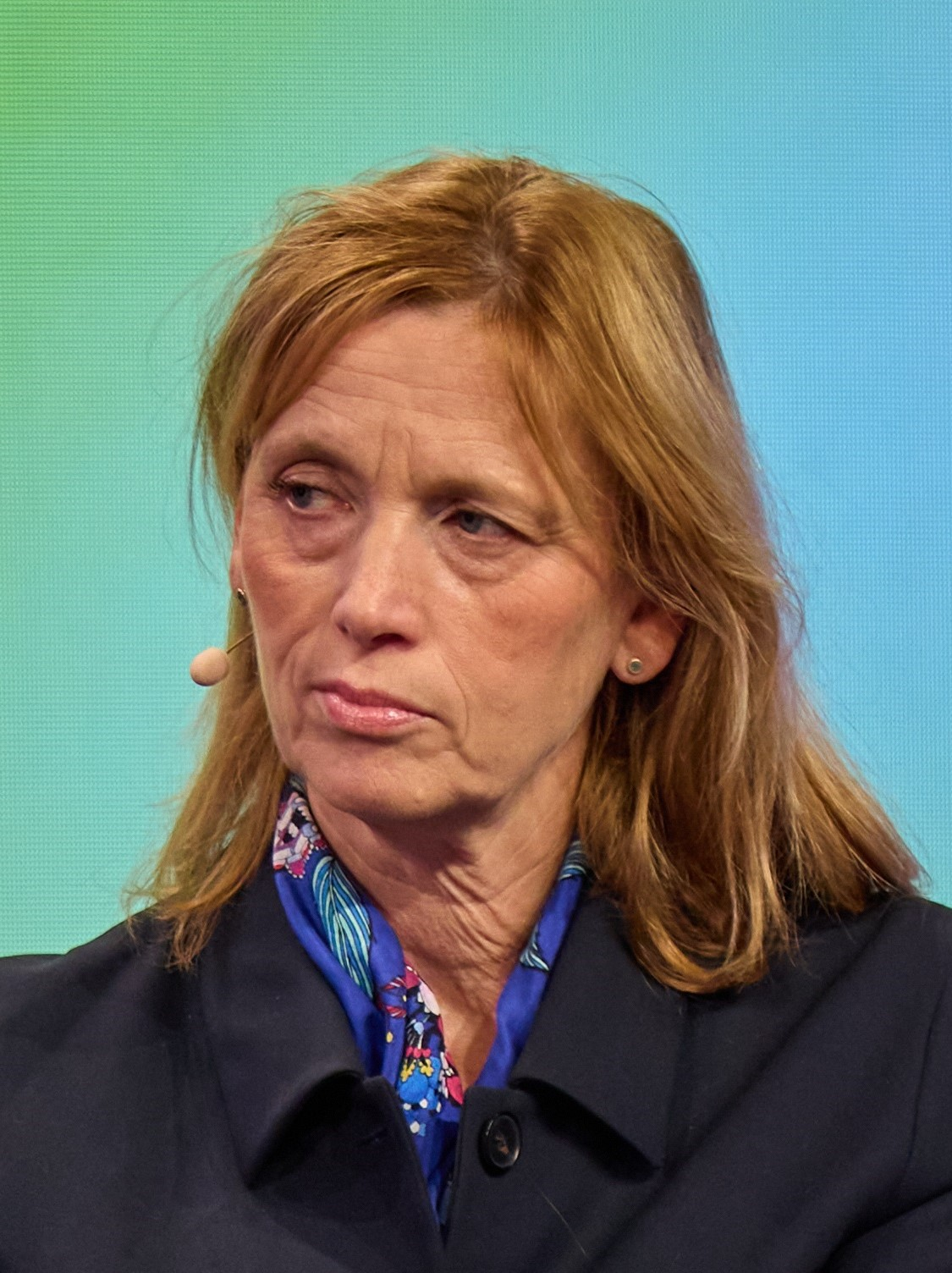
Karin Prien (2025)

Karin Prien (* 26. Juni 1965 in Amsterdam, Niederlande als Karin Kraus) ist eine deutsche Politikerin (CDU). Sie ist seit dem 6. Mai 2025 Bundesministerin für Bildung, Familie, Senioren, Frauen und Jugend im Kabinett Merz.
Davor war sie von Juni 2017 bis Mai 2025 Ministerin für Bildung, Wissenschaft und Kultur des Landes Schleswig-Holstein. Im Jahre 2022 war sie zudem Präsidentin der Kultusministerkonferenz. Seit Januar 2022 ist sie eine von fünf stellvertretenden Bundesvorsitzenden der CDU.

## Leben
Karin Kraus wuchs zunächst in den Niederlanden auf, wohin ihre Großeltern mütterlicherseits Anfang der 1930er Jahre vor dem in Deutschland aufkommenden Nationalsozialismus geflohen waren. Sie ist die Ururenkelin des jüdischen Düsseldorfer Kaufmanns Salomon Hartoch. Ihre Urgroßmutter wurde von den Nationalsozialisten in einem Vernichtungslager ermordet. Ihre beiden Großväter waren Juden. Später zog die Familie mit ihr nach Neuwied (Rheinland-Pfalz) um. Sie sieht sich selbst als jüdisch, aber nicht als religiös an. Nach Gerhard Jahn, der von 1969 bis 1974 Justizminister war, ist sie erst die zweite Person mit jüdischen Wurzeln, die ein Ministeramt in einem Bundeskabinett innehat.
Nach dem Abitur 1984 am Rhein-Wied-Gymnasium in Neuwied studierte sie Rechts- und Politikwissenschaften in Bonn. Von 1986 bis 1989 war sie studentische Mitarbeiterin von Friedbert Pflüger (CDU), dem Pressesprecher des damaligen Bundespräsidenten Richard von Weizsäcker (CDU). Auf das Erste Staatsexamen 1989 folgte 1991 nach einem Postgraduiertenstudium in Amsterdam der Master of Laws (LL.M.) und 1994 (nach dem Rechtsreferendariat von 1991 bis 1994) das Zweite Staatsexamen in Celle. Von 1994 bis 2017 war sie selbständige Rechtsanwältin mit Schwerpunkt Wirtschafts- und Insolvenzrecht in Hannover, Leipzig und Hamburg. Seit 2008 war sie Fachanwältin für Handels- und Gesellschaftsrecht, seit 2011 auch Mediatorin.
Karin Prien ist mit dem Rechtsanwalt Jochen Prien verheiratet und hat drei Kinder. Sie lebt in Hamburg-Blankenese.

## Politik

### Partei
Karin Prien wurde 1981 Mitglied der CDU. Von 2004 bis April 2012 war sie stellvertretende CDU-Ortsvorsitzende in Blankenese, seit 2006 stellvertretende Kreisvorsitzende im Kreisverband Altona-Elbvororte und seit 2010 Mitglied des CDU-Landesvorstandes. Seit 21. Januar 2014 war Karin Prien Ortsvorsitzende der CDU Blankenese; dieses Amt gab sie nach dem Wechsel nach Schleswig-Holstein an Johann Riekers ab. Zudem ist Prien Vorsitzende des Jüdischen Forums der CDU. Seit dem 17. November 2018 ist sie eine der vier stellvertretenden Vorsitzenden der CDU Schleswig-Holstein. Sie war eine der Mitinitiatoren der „Union der Mitte“ in München, die als Gegenpart des rechtskonservativen Vereins „Werteunion“ gilt.
Im September 2019 beendete sie ihre Mitgliedschaft in der Union der Mitte mit der Begründung, eine Flügelbildung in der CDU verhindern zu wollen.
Auf dem Parteitag der CDU 2021 wurde sie in den CDU-Bundesvorstand gewählt.
Am 3. September 2021 berief Armin Laschet Prien in sein achtköpfiges „Zukunftsteam“ zur Kanzlerkandidatur der Bundestagswahl 2021. Sie vertrat darin die Themen Bildung und sozialer Zusammenhalt.
Nach der für die CDU verlorenen Bundestagswahl 2021 und Armin Laschets Ankündigung des Rückzugs vom Amt des Parteivorsitzenden forderte Prien ein Team an der CDU-Spitze und eine Frauenquote. Beim Bundesparteitag am 22. Januar 2022 wurde sie zu einer von fünf stellvertretenden Bundesvorsitzenden der CDU gewählt.

### Bürgerschaftsabgeordnete (2011–2017)
Als Kandidatin der CDU in ihrem Wahlkreis Blankenese wurde sie bei der Bürgerschaftswahl in Hamburg 2011 erstmals in die Hamburgische Bürgerschaft gewählt. Sie war schulpolitische Sprecherin der CDU-Bürgerschaftsfraktion und Mitglied des Fraktionsvorstands.
Bei der Bürgerschaftswahl 2015 erlangte sie erneut ein Mandat im Wahlkreis Blankenese. In der Bürgerschaft gehörte sie dem Haushaltsausschuss, dem Verfassungs- und Bezirksausschuss, dem Schulausschuss sowie dem Ausschuss für Soziales, Arbeit und Integration an. Sie war stellvertretende Fraktionsvorsitzende und Fachsprecherin für Schule und Verfassung der CDU. Wegen ihres Wechsels in die Landesregierung Schleswig-Holsteins schied sie im Juni 2017 aus der Bürgerschaft aus; ihr Abgeordnetenmandat übernahm Wolfhard Ploog.

### Bildungsministerin in Schleswig-Holstein (2017–2025)
Nach Bildung einer Jamaika-Koalition von CDU, FDP und Grünen im Nachgang der Landtagswahl in Schleswig-Holstein 2017 wurde Prien am 28. Juni 2017 zur Ministerin für Bildung, Wissenschaft und Kultur des Landes Schleswig-Holstein im Kabinett Günther I berufen.
Am 24. März 2020 forderte sie wegen der COVID-19-Pandemie in Deutschland eine Absage der Abiturprüfungen in Schleswig-Holstein, scheiterte mit dem Vorstoß jedoch in der Kultusministerkonferenz. Im Februar 2022 veröffentlichte Prien auf Twitter eine relativierende Äußerung zum Sterben von Kindern in der Corona-Pandemie und rief damit eine Vielzahl wütender Antworten und Rücktrittsforderungen in sozialen Netzwerken hervor.
In einem Erlass wies das Bildungsministerium im September 2021 darauf hin, dass Formen der gendergerechten Sprache (zum Beispiel Gender-Stern oder -Unterstrich) beim Erlernen deutscher Rechtschreibung nicht zum Regelwerk gehörten. Die Grünen als Koalitionspartner reagierten empört. Prien begründete ihr Vorgehen damit, dass sie auf Verunsicherung an den Schulen habe reagieren müssen. Sie lehnt das „Gendern“ ab.
Nachdem Hans-Georg Maaßen am 31. Dezember 2021 ein Video mit Falschinformationen zur COVID-19-Pandemie geteilt hatte, forderte Prien seinen Ausschluss aus der CDU.
Auf Vorschlag der CDU-Fraktion im Landtag nahm Prien 2022 als Delegierte bei der 17. Bundesversammlung zur Wahl des Bundespräsidenten teil.
Bei der Landtagswahl in Schleswig-Holstein 2022 wurde Prien im Wahlkreis Pinneberg erstmals in den Landtag gewählt. Vom 29. Juni 2022 bis zum 5. Mai 2025 war sie Ministerin für Allgemeine und Berufliche Bildung, Wissenschaft, Forschung und Kultur im Kabinett Günther II. Anfang Mai 2025 legte sie außerdem ihr Landtagsmandat nieder; für sie rückte Beate Nielsen nach.
Im Oktober 2021 solidarisierte sich die CDU-Politikerin mit Gil Ofarim. Der Sänger beschuldigte seinerzeit einen Hotel-Mitarbeiter, ihn wegen seiner Davidstern-Kette beleidigt zu haben. Prien schrieb daraufhin auf Twitter: „Unfassbar, dass so etwas in Deutschland geschieht“ und forderte zur Entlassung des Mitarbeiters auf. Nachdem der Sänger 2023 vor Gericht zugegeben hatte, gelogen zu haben, bat Karin Prien öffentlich um Entschuldigung.
Prien sagte, dass einige der Kommentare während der Preisverleihung der Berlinale 2024 „definitiv antisemitisch“ gewesen seien: „Jeder, der den gesamten Staat Israel, der ein demokratischer Staat ist, als Apartheidstaat diffamiert, tätigt eine antisemitische Aussage.“ Sie relativierte ihre Kritik auch dann nicht, als sie darauf aufmerksam gemacht wurde, dass die einzige Person, die an diesem Abend den Begriff „Apartheid“ verwendet hatte – Yuval Abraham –, ein jüdischer israelischer Filmemacher gewesen war, sondern entgegnete: „Wenn ein solches Vokabular von einem israelischen Juden verwendet wird, macht das die Sache nicht besser.“
Unter Prien strich das Bildungsministerium Unterrichtsstunden zur Haushaltskonsolidierung an Gemeinschaftsschulen und Gymnasien. An den Gemeinschaftsschulen sollen über alle sechs Jahrgangsstufen insgesamt sechs Wochenstunden und bei den Gymnasien vier Stunden entfallen.
Sie ist im Beirat des European Leadership Network (ELNET) aktiv.

### Bundesministerin (seit 2025)
Seit dem 6. Mai 2025 ist sie als Bundesministerin für Bildung, Familie, Senioren, Frauen und Jugend Teil der Bundesregierung und Mitglied im Kabinett Merz.